# 钢琴家 (电影)
，罗曼·波兰斯基导演的以纳粹德国侵略波兰並進攻华沙为背景，主要反映波兰犹太人遭遇的故事片。电影取材来自波兰犹太作曲家和鋼琴家瓦迪斯瓦夫·斯皮爾曼的回忆录。
2002年，《钢琴家》获得法国坎城影展最高荣誉金棕榈奖。2003年，《钢琴家》又夺得三项奥斯卡大奖，包括最佳导演、最佳男主角和最佳改编剧本奖。

## 剧情介绍
瓦迪斯瓦夫·斯皮爾曼是一个知名的犹太裔波兰籍鋼琴家，任職於华沙广播。因1939年納粹德國入侵波蘭，史匹曼和家人被強制遷移至猶太人特區，過著艱辛的日子。一名朋友好心拉攏史匹曼加入納粹的猶太人警察隊以求更好生活，但史匹曼拒絕成為幫兇。1942年，眾猶太人在準備上火車前往「最終安置」所在處時，那名朋友將史匹曼帶走，使史匹曼免於死在集中營的命運，但也從此和家人永远分離。为了生存，他在纳粹德国的建筑工地当劳工，后逃离工地隐居，接受一些好心波兰人私下的救助。
史匹曼多次躲藏，有一次被藏身處隔壁的波兰婦女識破他是猶太人，所幸能及時逃離。在这段躲藏的时间里，目睹了众多纳粹德國暴行，包括大规模的屠杀和焚烧屍體等。1943年的一次，他亲眼目击了还留在隔都的犹太人开始反抗，但最后被德军鎮壓，并进行大屠杀。
一年过後，华沙的生活环境更加恶化。波兰人进行了一次未成功的华沙起义，以致於华沙的人口急剧减少，使史匹曼一次又一次地面临死亡。后来，史匹曼所居住的公寓遭到德軍坦克袭击，他不得不逃离。史匹曼四处寻找食物和水源，最后在幾乎已成廢墟的德軍大本營裡找到了一罐醃製的黄瓜。他使用鐵撬等工具试图打开罐子，而巨大的声音惊动了德国军官威爾姆·歐森菲德，他认出史匹曼是犹太人。在被问及职业时，史匹曼说自己是一个鋼琴家，于是被要求演奏一曲。史匹曼演奏了肖邦的第一号叙事曲，琴技使得歐森菲德无比惊讶。歐森菲德最后决定帮助史匹曼躲藏，并定时给他提供生活必需品。
過了數週，苏联红军在一場反攻攻勢中解放华沙。当史匹曼在逃出躲藏的阁楼时，因穿著歐森菲德所贈與的德國軍官大衣，而被紅军士兵误認是德國军人，欲殺死他，但史匹曼最后被确认是波兰人。
附近一个集中营被解放，但是歐森菲德上尉和一些德國军人被捉獲而成為战俘。歐森菲德遇到一名犹太音乐人，乞求他联系史匹曼来帮助他，但这位犹太音乐人却没有听清楚歐森菲德的名字就被俄军士兵打断。史匹曼回到了华沙广播电台，当他听到了歐森菲德的消息后，试图回去寻找他卻未果。电影以史匹曼在大型音乐会演奏肖邦的大波兰舞曲而结束，字幕显示史匹曼於2000年在华沙去世，歐森菲德上尉則在1952年死于蘇聯的史達林格勒勞改營。

## 主要演员
- 阿德里安·布罗迪－瓦迪斯瓦夫·斯皮爾曼
- 托马斯·克莱舒曼 －威爾姆·歐森菲德
- 法蘭克·芬利（英语：Frank Finlay） －Samuel Szpilman，斯皮爾曼的父亲
-  －Edwarda Szpilman，斯皮爾曼的母亲
- 艾蜜莉雅·福克斯－Dorota，斯皮爾曼的朋友
- －Henryk Szpilman，斯皮爾曼的弟弟
- 茱莉亞·雷娜（英语：Julia Rayner） －Regina Szpilman，斯皮爾曼的姐姐
-  －Halina Szpilman，斯皮爾曼的姐姐

## 荣誉
获奖：
- 奥斯卡金像奖
  - 最佳导演 罗曼·波兰斯基
  - 最佳男主角 阿德里安·布罗迪
  - 最佳改编剧本 罗纳德·哈伍德
- 英国电影学院奖
  - 最佳影片
  - 最佳导演 罗曼·波兰斯基
- 凯撒电影奖
  - 最佳影片
  - 最佳男主角
  - 最佳女配角
- 坎城影展 金棕榈奖

提名：
- 奥斯卡金像奖
  - 最佳摄影奖
  - 最佳服裝設計奖
  - 最佳剪接奖
  - 最佳影片奖
- 英国电影学院奖
  - 最佳摄影奖
  - 最佳男主角  阿德里安·布罗迪
  - 最佳改编剧本  罗纳德·哈伍德
  - 最佳混音